# Сала, Луиджи
Луиджи Сала (итал. Luigi Sala; 21 февраля 1974, Марьяно-Коменсе) — итальянский футболист, защитник.

## Карьера
Сала — воспитанник «Комо». Сыграл первый матч за клуб в 1992 году. Всего Сала провёл за «Комо» три сезона, сыграв 60 матчей. К моменту перехода в «Бари» в 1995 году, Сала уже считался одним из самых перспективных защитников Италии. Молодой футболист быстро стал ключевым игроком «Бари», в 1998 году был куплен « Миланом». В его составе Сала стал обладателем скудетто в 1999 году. Проведя неудачно сезон 2000/01 Сала был продан в «Аталанту». Играл в этом клубе до 2005 года (кроме сезона 2003/04, когда Сала отдавался в аренду «Кьево»). В 2005 стал игроком « Сампдории», где провёл три сезона, сыграв за клуб 72 матча. 23 августа 2008 года ветеран неожиданно перешёл в «Удинезе».

## Достижения
- Чемпион Италии: 1999